# エチオピア・エリトリア連邦

エチオピア・エリトリア連邦
የኢትዮጵያ-ኤርትራ ፌዴሬሽን (アムハラ語)
الاتحاد الإثيوبي الإريتري (アラビア語)
ፈደረሽን ኤርትርያ ኢትዮጵያ (ティグリニア語)

国の標語: Ethiopia Stretches Her Hands unto God国歌: ኢትዮጵያ ሆይ（アムハラ語）
エチオピアよ、幸福であれ

エチオピア・エリトリア連邦の位置

エチオピア・エリトリア連邦（エチオピア・エリトリアれんぽう）は、かつて北東アフリカに存在した連邦国家であり、イタリアの旧植民地であるエリトリアとエチオピア帝国の連合体である。現在のエチオピアとエリトリアを領土としていた。
連邦制は、1952年9月15日から1962年11月15日までの間続いた。1962年11月15日、エリトリア議会のハイレ・セラシエ1世の圧力により、連邦制は解体され、エリトリアは、エチオピアにより併合された。

## 歴史

### 終焉
1962年にエチオピア帝国が軍政に移行。同年に、エリトリア議会が連邦離脱を決議すると、エチオピアは軍で議会を包囲した。エチオピアがアメリカの承認を得てエリトリアを併合し、エリトリア州とすると、エリトリアの住民の不満は高まった。